# Fortunat
Fortunat – imię męskie pochodzenia łacińskiego.
Oznacza „mającego szczęście” lub „tego, któremu los sprzyja”. W innych językach spotykane zazwyczaj jako Fortunat lub Fortunatus; w litewskim – Fortūnas (Fortūnatas), w węgierskim – Szerencsés.
Imieniny obchodzi: 21 lutego, 23 kwietnia, 1 czerwca, 11 czerwca, 26 sierpnia, 28 sierpnia i 14 października.

## Znane osoby tego imienia
- Fortunat (I w.) – postać z Nowego Testamentu, jeden z „siedemdziesięciu dwóch”
- Alojzy Fortunat Jazon Żółkowski (1814–1889) – aktor polski
- Edward Fortunat (zm. 1600) – margrabia Badenii
- Fortunat Ignacy Chełchowski (1854–1933) – polski lekarz weterynarii
- Fortunat Jajko (1826–1911) – polski karmelita, uczestnik powstania styczniowego
- Fortunat Jurewicz (ok. 1800–1827)
- Fortunat Łosiewski (zm. 1751)
- Fortunat Nowicki (1830–1885)
- Fortunat Stadnicki (1818–1872)
- Juliusz Fortunat Kossak (1824–1899) – malarz polski
- Leopoldo Fortunato Galtieri (1926–2003) – prezydent Argentyny
- Wenancjusz Fortunat (ok. 530–ok. 600) – poeta, biskup, święty